# Gašper Krošelj
Gašper Krošelj (* 9. Februar 1987 in Ljubljana, SR Slowenien) ist ein slowenisch-kroatischer Eishockeytorwart, der seit 2023 beim HC 05 Banská Bystrica in der slowakischen Extraliga unter Vertrag steht.

## Karriere
Gašper Krošelj begann seine Karriere als Eishockeyspieler in seiner Heimatstadt in der Nachwuchsabteilung des HK Slavija Ljubljana, für dessen Profimannschaft er in der Saison 2003/04 sowohl in der Slowenischen Eishockeyliga, als auch der Interliga gab. Anschließend verbrachte der Torwart zwei Spielzeiten bei den Nachwuchsmannschaften der slowakischen Proficlubs HC VTJ Topoľčany und MsHK Žilina, wobei er die Saison 2005/06 bei seinem Ex-Club Slavija beendete. In der Saison 2006/07 stand er sowohl für Slavija, als auch für den KHL Medveščak Zagreb auf dem Eis. Mit Letzterem wurde er dabei erstmals Kroatischer Meister. Bei den Kroaten fiel er nicht unter das Ausländerkontingent, da er sowohl den slowenischen, als auch den kroatischen Pass besitzt. Die Saison 2007/08 überbrückte der ehemalige Junioren-Nationalspieler erneut bei Slavija in Sloweniens höchster Spielklasse, ehe er 2008 fest zu Medveščak Zagreb wechselte, mit dem er 2009 erneut Meister wurde. 
Zur Saison 2009/10 wurde Medveščak in die Österreichische Eishockey-Liga aufgenommen, in der Krošelj in Hauptrunde und Playoffs insgesamt 13 Mal eingesetzt wurde und zum Torwart mit dem geringsten Gegentorschnitt der Playoffs avancierte. Zudem bestritt er 14 Spiele für Medveščaks zweite Mannschaft in der Slohokej Liga und der kroatischen Meisterschaft und wurde zum insgesamt dritten Mal mit der Mannschaft Meister. In der Saison 2010/11 stand er weitere zehn Mal in der Österreichischen Eishockey-Liga und acht Mal für Medveščaks neuen Kooperationspartner, das Team Zagreb, in der Slohokej Liga, zwischen den Pfosten. Für die Saison 2011/12 erhielt er einen Vertrag in seiner slowenischen Heimat beim HK Jesenice. Im Januar 2012 schloss er sich AaB Ishockey aus der dänischen AL-Bank Ligaen an. Im Sommer 2012 wechselte er zu dessen Ligakonkurrenten Herlev Eagles. Aber dort blieb er ebenso nur ein Jahr, wie auch bei den Sparta Warriors aus Sarpsborg in der norwegischen GET-ligaen und beim IK Oskarshamn aus der schwedischen HockeyAllsvenskan. 2015 kehrte er zu Medveščak Zagreb zurück, wo er in 26 Spielen der Kontinentalen Hockey-Liga im Tor stand. 2016 erhielt er keinen neuen Vertrag in Zagreb und wechselte daher in die HockeyAllsvenskan, die zweite schwedische Spielklasse, zu AIK Ishockey. Für den Klub aus Solna bestritt er in der Saison 2016/17 im Grunddurchgang 26 Spiele und erreichte eine Fangquote von 90,7 % und einen Gegentorschnitt von 2,5. In der Aufstiegsrunde steigerte Krošelj seine Werte deutlich, er erreichte eine Fangquote von 93,2 % und wies einen Gegentorschnitt von 1,87 auf. 2017 kehrte Medveščak in die Österreichische Eishockey-Liga zurück und verpflichtete erneut Krošelj. Bereits im Dezember 2017 schloss er sich den Rødovre Mighty Bulls aus der dänischen Metal Ligaen an. Nach Ende der Saison 2017/18 verließ er Dänemark wieder und wurde vom BK Mladá Boleslav aus der tschechischen Tipsport Extraliga unter Vertrag genommen. 2023 wechselte er zum HC 05 Banská Bystrica in die slowakische Extraliga.

### International

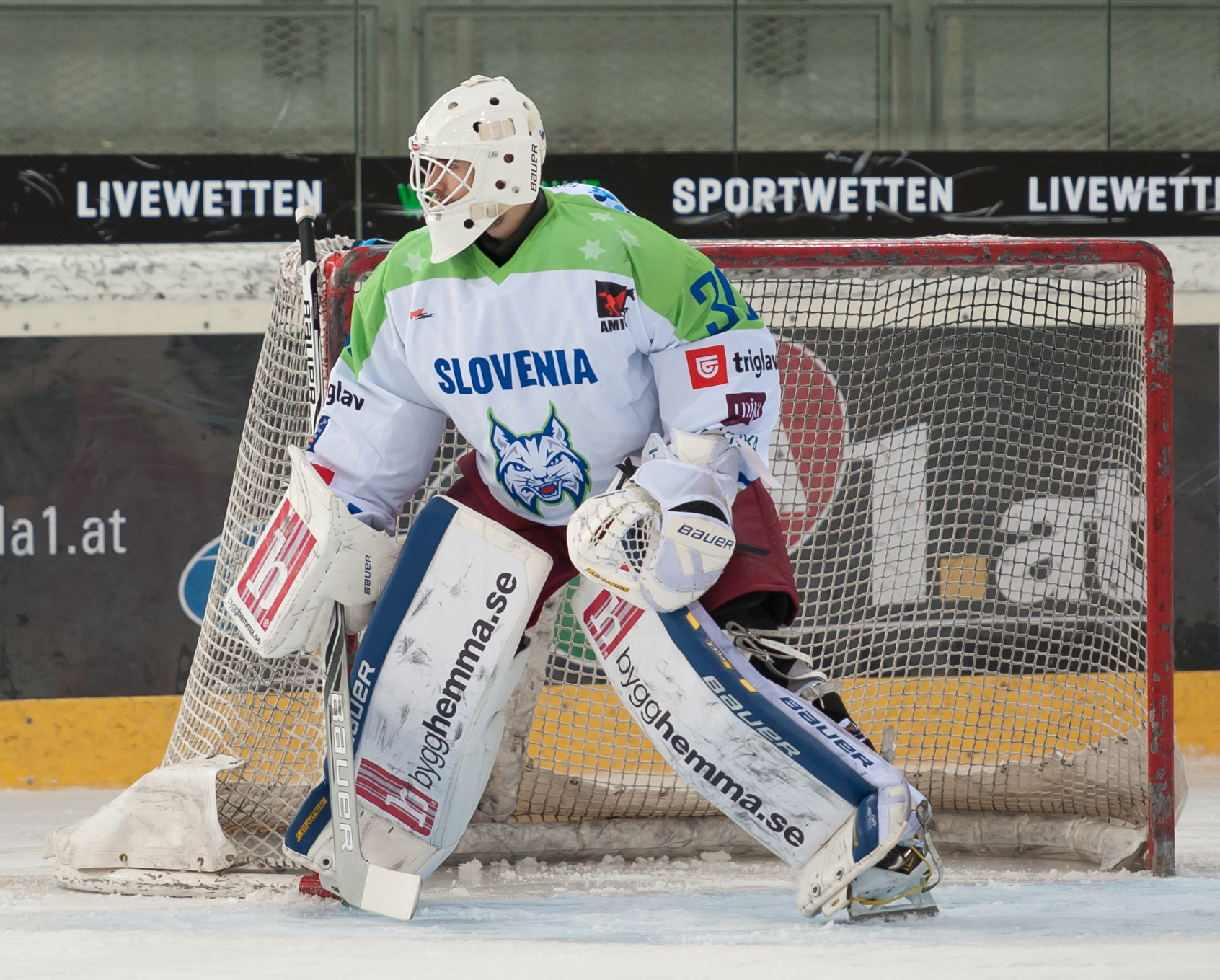
Krošelj im Trikot der Nationalmannschaft (2015)

Für Slowenien nahm Krošelj im Juniorenbereich an den U18-Junioren-Weltmeisterschaften 2003 und 2004 sowie den U20-Junioren-Weltmeisterschaften 2005 und 2006 jeweils in der Division I teil.
Im Seniorenbereich debütierte Krošelj 2015 während der Vorbereitung für die Weltmeisterschaft der Top-Division in der slowenischen Auswahl und kam im Verlauf der Weltmeisterschaft selbst zu zwei Einsätzen. Nach dem Abstieg dort spielte er 2016 in der Division I, wo er mit der besten Fangquote und dem geringsten Gegentorschnitt maßgeblich zum sofortigen Wiederaufstieg beitrug und auch zum besten Torhüter des Turniers sowie in das All-Star-Team gewählt wurde. Nachdem er mit den Slowenen bei den Weltmeisterschaften 2017 und 2023 wiederum abgestiegen war, spielte er 2018, 2022, als er mit der besten Fangquote und dem geringsten Gegentorschnitt zum wiederholten Top-Divisions-Aufstieg beitrug und persönlich wiederum in das All-Star-Team gewählt wurde, und 2024, als er mit der besten Fangquote und dem geringsten Gegentorschnitt wiederum zum Top-Divisions-Aufstieg beitrug und persönlichzum besten Spieler seiner Mannschaft und besten Torhüter des Turniers gewählt wurde,  erneut in der Division I. Darüber hinaus vertrat er seine Farben sowohl bei der Olympiaqualifikation und den Olympischen Winterspielen in Pyeongchang 2018 selbst. Auch an der Olympiaqualifikation für die Winterspiele in Peking 2022 nahm er teil.

### Inlinehockey
Neben Eishockey spielt Krošelj auch im Inlinehockey in der slowenischen Nationalmannschaft. Bei der Weltmeisterschaft 2008 erreichte er die beste Fangquote und den geringsten Gegentorschnitt in der Top-Division.

## Erfolge und Auszeichnungen
- 2007 Kroatischer Meister mit dem KHL Medveščak Zagreb
- 2009 Kroatischer Meister mit dem KHL Medveščak Zagreb
- 2010 Kroatischer Meister mit dem KHL Medveščak Zagreb

### International
| - 2016 Aufstieg in die Top-Division bei der Weltmeisterschaft der Division I, Gruppe A - 2016 Höchste Fangquote und geringster Gegentorschnitt bei der Weltmeisterschaft der Division I, Gruppe A - 2016 Bester Torwart der Weltmeisterschaft der Division I, Gruppe A - 2016 All-Star-Team der Weltmeisterschaft der Division I, Gruppe A - 2022 Aufstieg in die Top-Division bei der Weltmeisterschaft der Division I, Gruppe A | - 2022 Beste Fangquote und geringster Gegentorschnitt bei der Weltmeisterschaft der Division I, Gruppe A - 2022 All-Star-Team der Weltmeisterschaft der Division I, Gruppe A - 2024 Aufstieg in die Top-Division bei der Weltmeisterschaft der Division I, Gruppe A - 2024 Beste Fangquote und geringster Gegentorschnitt bei der Weltmeisterschaft der Division I, Gruppe A - 2024 Bester Torwart der Weltmeisterschaft der Division I, Gruppe A |

### Inlinehockey
- 2008 Beste Fangquote und geringster Gegentorschnitt der Inlinehockey-Weltmeisterschaft